# Altella opaca
Altella opaca är en spindelart som beskrevs av Simon 1910. Altella opaca ingår i släktet Altella och familjen kardarspindlar.
Artens utbredningsområde är Algeriet. Inga underarter finns listade i Catalogue of Life.